# Duomyia curta
Duomyia curta är en tvåvingeart som beskrevs av Mcalpine 1973. Duomyia curta ingår i släktet Duomyia och familjen bredmunsflugor. Inga underarter finns listade i Catalogue of Life.